# Zarema Kasaeva
Zarema Abukarovna Kasaeva (russe : Зарема Абукаровна Касаева, née le 25 février 1987 à Chermen (Ossétie du Nord-Alanie, RSFS de Russie), est une ancienne haltérophile russe. Elle est championne du monde en 2005 et médaillée de bronze olympique en 2004.

## Carrière
Lors des Jeux olympiques d'été de 2004, Kasaeva termine sur la troisième marche du podium des -69 kg juste derrière la Hongroise Eszter Krutzler bien que les deux athlètes aient soulevés le même poids (262,5 kg), mais Krutzler étant plus légère que Kasaeva, elle finit mieux placée qu'elle.
Aux championnats du monde d'haltérophilie 2005, elle remporte la médaille d'or en -69 kg en battant le record du monde en jeté-arraché avec 157 kg. Aux Mondiaux l'année suivante, elle est médaillée de bronze chez les -75 kg.

## Palmarès

### Jeux olympiques
- Jeux olympiques d'été de 2004 à Athènes ( Grèce) :
  -  médaille de bronze en -69 kg

### Championnats du monde
- Championnats du monde d'haltérophilie 2006 à Saint-Domingue ( République dominicaine) :
  -  médaille de bronze en -75 kg
- Championnats du monde d'haltérophilie 2005 à Doha ( Qatar) :
  -  médaille d'or en -69 kg

### Championnats d'Europe
- Championnats d'Europe d'haltérophilie 2005 à Sofia ( Bulgarie) :
  -  médaille d'or en -69 kg
- Championnats d'Europe d'haltérophilie 2003 à Loutráki ( Grèce) :
  -  médaille de bronze en -69 kg